# Panajot Panajotov
Panojot Mitov Panojotov (bulgare : Панайот Митов Панайотов), né le 30 décembre 1930 à Sofia en Bulgarie et mort le 5 avril 1996, est un joueur de football international bulgare, qui évoluait au poste d'attaquant.

## Biographie

### Carrière en sélection
Avec l'équipe de Bulgarie, il dispute 45 matchs (pour 5 buts inscrits) entre 1952 et 1960. 
Il figure notamment dans le groupe des sélectionnés lors de la Coupe du monde de 1962 (sans jouer).
Il participe également aux Jeux olympiques de 1952 (1 match joué) et de 1956 (3 matchs joués).

## Palmarès
| CSKA Sofia - Championnat de Bulgarie (11) : - Champion : 1951, 1952, 1954, 1955, 1956, 1957, 1958, 1958-59, 1959-60, 1960-61 et 1961-62. - Vice-champion : 1953. - Coupe de Bulgarie (4) : - Vainqueur : 1951, 1954, 1955 et 1961. |  | Bulgarie olympique - Jeux olympiques : - Bronze : 1956. |